# La strada sbagliata
La strada sbagliata (The Idol) è un film del 1966, diretto da Daniel Petrie. 

## Trama
Marco, studente di belle arti, dall'animo tormentato e dal conseguente atteggiamento sprezzante, prende in affitto uno studio a Londra coll'amico Timothy, per quanto poi la madre di quest'ultimo, Carol, donna volitiva e castrante, non gli permetta di abitarvi.
In un party nel cottage di Carol, Marco viene sorpreso dalla donna in comportamenti che ritiene contrari alla morale con la fidanzata Sarah, e viene malamente cacciato dalla festa. L'atteggiamento di Carol verso Marco, di totale rifiuto, comincia a cambiare quando il giovane difende Timothy durante una rissa scoppiata in un pub.
La sera di capodanno Marco, prima di raggiungere Timothy e Sara ad un veglione che si tiene su un'imbarcazione sul fiume, passa da Carol. I due fanno l'amore, poi Marco la schernisce rimproverandola di avere avuto un comportamento immorale, e, ottenuta in tal modo la vendetta, lascia l'appartamento. Raggiunto Timothy, che ha dei sospetti, Marco vuole negare di aver incontrato la madre, ma si tradisce per un particolare; i due hanno allora un breve alterco, al termine del quale Marco, ubriaco, cade in acqua, e a nulla valgono i tentativi di Timothy di salvarlo.
All'alba giunge la polizia che, resa in parte edotta dei fatti, sospetta di Timothy, il quale tuttavia, per reverenza rispetto alla madre, si rifiuta di fornire i particolari e viene tratto in stato di fermo. 